# Чемаш
Чемаш (исп. Chemax) — посёлок в Мексике, штат Юкатан, входит в состав одноимённого муниципалитета и является его административным центром. Численность населения, по данным переписи 2010 года, составила 14 885 человек.

## Общие сведения
Название Chemax с майяского языка можно перевести как деревья обезьян.
Поселение было основано в 1549 году доном Хуаном Лопесом де Меной как энкомьенда на месте прежнего поселения майя.
4 декабря 1847 года поселение попытались захватить повстанцы в войне каст.